# 898

898(팔백구십팔)은 897보다 크고 899보다 작은 자연수다.

## 수학
- 합성수로, 그 약수는 1, 2, 449, 898이다. 진약수의 합은 452이므로, 898은 부족수다.
  - 269번째 반소수다. 앞의 반소수는 895, 다음 반소수는 899다.
- 80번째 불가촉수다. 앞의 불가촉수는 896, 다음은 902이다.
- 회문수다.
- {\displaystyle 898=13^{2}+27^{2}}
  - 서로 다른 두 자연수의 제곱합으로 나타낼 수 있는 수다.
- {\displaystyle 67^{4}-1}은 898로 나누어떨어진다.

## 과학
- NGC 898: 안드로메다자리 방향에 있는 나선은하.

## 교통
- 898번 지방도: 전라남도 담양군 대전면에서 전북특별자치도 고창군 고창읍까지 이어지는 대한민국의 지방도.

## 군사
- 898 해군 항공대(영어판): 과거 존재한 영국의 해군 항공대.

## 문화유산
- 대한민국의 보물 제898호: 조흡 고신왕지

## 기타
- 연도: 898년, 기원전 898년